# Polinyà de Xúquer
Polinyà de Xúquer – gmina w Hiszpanii, w prowincji Walencja, we wspólnocie autonomicznej Walencja, o powierzchni 9,18 km². W 2011 roku liczyła 2540 mieszkańców.